# شیرو ایشی
شیرو ایشی (ژاپنی: 石井 四郎؛ انگلیسی: Shirō Ishii) یک پزشک و میکروب‌شناس و افسر عالی‌رتبهٔ ارتش ژاپن و فرمانده «واحد ۷۳۱» بود که یک واحد جنگ بیولوژیک در ارتش امپراتوری ژاپن محسوب می‌شد و در آن، آزمایش‌هایِ پزشکیِ اجباری و غالباً مرگباری بر روی اسرای جنگی در جریان جنگ دوم چین و ژاپن انجام می‌شد.

## زندگی‌نامه

### سال‌های اولیه
ایشی در «روستای شیبایاما» در منطقهٔ «سانبو» واقع در استان چیبا زاده شد و در دانشگاه کیوتو به تحصیلِ رشتهٔ پزشکی پرداخت. او در سال ۱۹۲۱ میلادی، به عنوان جراح و با درجهٔ «ستوان‌جراح» وارد ارتش امپراتوری ژاپن شد. سپس در سال ۱۹۲۲ به «بیمارستان شماره ۱ ارتش» و «دانشکده پزشکی ارتش ژاپن» در توکیو منتقل شد. فعالیت‌های ایشی در این مرکز، آنچنان مافوق‌هایش را در ارتش راضی کرد که او را مجدداً برای فوق‌تخصص، به مدت دو سال به دانشگاه کیوتو فرستادند. در حین دوران تحصیل، او عادت داشت باکتری‌های مختلف را در ظروف گوناگون و به عنوان «حیوان دست‌آموز» (و نه برای تحقیقات پزشکی) پرورش دهد. این کارِ او، موجب شده بود که در دانشگاه، مورد توجه کارکنان آنجا قرار گیرد.
در سال ۱۹۲۵ میلادی، او به درجهٔ «سروان جراح» نائل آمد و تا سال ۱۹۲۷ میلادی، مشغول تهیهٔ مقدمات و راضی‌کردنِ مقامات برای ایجاد یک «برنامه سلاح‌های بیولوژیک» بود. با آغاز سال ۱۹۲۸ میلادی، او دست به یک سفر ۲ ساله به غرب زد. در این مدت، تحقیقات گسترده‌ای دربارهٔ اثرات سلاح‌های بیولوژیک و شیمیایی در دوران جنگ جهانی اول و پس از آن نمود. این مأموریت، بسیار موفقیت‌آمیز بود و موجب شد تا ایشی، پشتیبانیِ «سادائو آراکی» (وزیر جنگ دولت ژاپن) را به‌دست آورد. او در ژانویهٔ ۱۹۳۱ میلادی به درجهٔ «سرگرد جراح» ارتقاء یافت.

### پروژهٔ سلاح‌های بیولوژیک
در سال ۱۹۳۲ میلادی، ایشی آزمایش‌های مقدماتی بیولوژیک خود را، در غالبِ یک برنامهٔ نظامی مخفیانه برای ارتش ژاپن، در «قلعهٔ نظامی ژونگما» آغاز نمود. در سال ۱۹۳۵ درجه نظامی‌اش به «سرهنگ‌دوم جراح» ارتقاء یافت. در سال ۱۹۳۶ میلادی، واحد ۷۳۱ تأسیس شد. ایشی یک محوطه عظیم مشتمل بر ۱۵۰ ساختمان در زمینی به مساحتِ ۶ کیلومتر مربع در حومهٔ شهر هاربین در چین ساخت و آزمایش‌های محرمانه خود را در آن مکان ادامه داد. یک داستان دروغین هم برای مردم عادی ساختند که این تأسیسات، متعلق به یک مجتمع بزرگِ تصفیه آب است.
ایشی در سال ۱۹۳۸، به درجهٔ «سرهنگ‌تمام جراح» نائل شد. در ۹ فوریه ۱۹۳۹، او در «سالن بزرگ کنفرانس وزارت جنگ» سخنرانی مبسوطی دربارهٔ «جنگ بیولوژیک» کرد. یکی از حاضرانِ در جلسه، «شاهزاده یاسوهیتو» (برادر امپراتور هیروهیتو، ۱۲۴مین امپراتور ژاپن) بود که در عین حال، شاهد یک عملِ زنده‌شکافی بود که توسط ایشی در همان جلسه انجام شد. ایشی در ماه اکتبر، «مدال گولدن کایت» (نشانِ درجه ۴) را دریافت کرد. از سال ۱۹۴۰ میلادی، ایشی سرپرست «بخش سلاح‌های بیولوژیک» در ارتش کوانتونگ و همچنین رئیس «بخش باکتری‌شناسی دانشکدهٔ پزشکی ارتش» بود و در مارس سال بعد، به درجهٔ «سرلشکر جراح» نائل آمد. در سال ۱۹۴۲ میلادی، ایشی دست به آزمایش‌های عملی با میکروب‌های پرورش‌یافته‌اش زد. او نه تنها، روش‌های گوناگونی را برای پراکندن این میکروب‌ها (همچون انواع سلاح‌های گرم و بمب و غیره) آزمود؛ بلکه بر روی اسرای جنگ در زندان، سربازان دشمن در میدان نبرد و حتی شهروندان عادی در شهرهای چین، این آزمایش‌ها را پیاده کرد. بنا بر تخمینِ برخی مورخان، ده‌ها هزار نفر در جریان این تماس‌های میکروبی و آزمایش‌های بیولوژیک (از جمله طاعون خیارکی، وبا و سیاه‌زخم و غیره) جان خود را از دست دادند. آن‌ها در واحد نظامی خود، آزمایش‌های فیزیولوژیک نیز بر روی انسان‌ها انجام می‌دادند که از آن میان می‌توان به زنده‌شکافی، سقط‌های اجباری، ایجاد مصنوعی و تعمدی سکته‌های مغزی، قلبی، یخ‌زدگی و سرمازدگی اشاره نمود.
از سال ۱۹۴۲ تا ۱۹۴۵ میلادی، «ایشی»، رئیس «بخش پزشکی ارتش اول ژاپن» بود. او در مارس ۱۹۴۵ به درجهٔ «سپهبد جراح» رسید و در همان ماه، نقشهٔ حملهٔ میکروبی به شهر سن دیگو آمریکا را، با استفاده از هواپیماهای کامی‌کازه، طرح‌ریزی کرد. (عملیات شکوفه‌های گیلاس در شب). در روزهای پایانی جنگ اقیانوس آرام و احتمالِ شکستِ قریب‌الوقوع ژاپن، نیروهای ارتش ژاپن، ساختمان‌های واحد ۷۳۱ را منفجر کردند تا هیچ‌گونه نشان و سندی از تحقیقات انجام‌یافته در آنجا باقی نماند. «ایشی» به منظور پاک‌سازی کامل هرگونه مدرک، دستور داد ۱۵۰ فردی را که در آن مکان باقی‌مانده و در صفِ انجام آزمایش بر رویشان بودند، کشته شوند.
در مجموع، بر روی بیش از ۱۰هزار نفردر واحد ۷۳۱، آزمایش‌های پزشکی انجام پذیرفت که از این تعداد افراد، سالیانه حدود ۶۰۰ نفرشان توسط «کِمپئی‌تائی» (پلیس مخفی ژاپن) تأمین می‌شد. این افراد را «ایشی» و همکارانش «ماروتا» (واژهٔ ژاپنی برای «الوار») می‌نامیدند. اینکه خاستگاه این کلمه از کجا بود، مشخص نیست و شاید ایشی آن‌ها را به صورت اشیایی بی‌ارزش و مصرفی می‌دید؛ یا آنکه این نام‌گذاری، در ادامهٔ داستان جعلی‌ای بود که بین مردم پخش کرده بودند؛ مبنی بر آنکه در آن مکان، دستگاه‌های اره‌کشی و الوارسازی موجود است.

### مصونیت از اتهام جنایت جنگی
ایشی توسط نیروهای آمریکاییِ درگیر دراشغال ژاپن، در پایانِ جنگ جهانی دوم دستگیر شد و قرار شد وی و سایر مقامات بلندپایهٔ واحد ۷۳۱، توسط مقامات اتحاد جماهیر سوسیالیستی شوروی بازجویی شوند. با این حال، ایشی و همکارانش موفق شدند مقامات مسئول را پیش از برگزاری «دادگاه نظامی بین‌المللی شرق آسیا» متقاعد کنند تا به آنها، در ازایِ افشای کامل نتایج تمامی تحقیقات و آزمایش‌های پزشکی و جنگ بیولوژیک بر روی انسان، مصونیت کامل قضایی بدهند. مقامات شوروی با اینکار مخالف بودند و می‌خواستند بازجویی و محاکمهٔ آنان انجام شود، اما مقامات آمریکایی پس از دریافتِ گزارشی از محققانِ میکروب‌شناسِ خود، با این کار مخالفت کردند. در میانِ این محققان، می‌توان از «دکتر ادوین هیل» (رئیس فرماندهی پزشکی ارتش آمریکا موسوم به «فورت دیتریک») نام برد که در گزارش خود، نوشته بود تجربیات و آزمایش‌های «ایشی» و همکارانش، «بدون چون‌وچرایی، ارزشمند» است و «تحت هیچ شرایطی در کشور آمریکا، به دلیل تنگناهای اخلاقی، قابل انجام نیست» و حالا این امکان پیش آمده که «نتایج این آزمایش‌ها، به آسانی و ارزانی به‌دست آید». در ۶ مه ۱۹۴۷ میلادی، ارتشبد داگلاس مک‌آرتور در نامه‌ای به واشینگتن تلویحاً توافقِ به‌عمل‌آمده را شرح داد و درخواست کرد اطلاعات به‌دست آمده، در مجاریِ امنیتی بماند و به عنوان مدرکی دالِ بر جنایت جنگی، استفاده نشود. سرانجام توافق نهایی در سال ۱۹۴۸ به‌دست آمد. بدین ترتیب، ایشی هرگز بخاطر جنایات جنگی‌اش محاکمه نشد.
«ریچارد درایتون» یک مدرسِ تاریخ در دانشگاه کمبریج مدعی شد که «ایشی» بعدها به مریلند آمد تا در زمینهٔ سلاح‌های میکروبی مشاوره دهد. اگر واقعاً ایشی به مریلند رفته باشد، به احتمال زیاد به «فورت دیتریک» رفته‌است که یک مرکز مشهور و بزرگ آزمایش‌های پزشکی در شهر فردریک در ایالت مریلند است. یک منبع دیگر اظهار داشت که «ایشی» در ژاپن ماند و یک درمانگاه خصوصی تأسیس نمود و در آن به درمانِ رایگانِ بیماران پرداخت. گفته می‌شود وی علاقهٔ خاصی به سلامتِ کودکان داشت. او یک دفترچه خاطرات هم از خود بجا گذاشت، اما در آن، هیچ اشاره‌ای به فعالیت‌هایش در دوران جنگ نکرده بود. ایشی در سن ۶۷ سالگی، بر اثرِ سرطان گلو درگذشت. بنا به اظهار دخترش، او در بستر مرگ، به مذهب کاتولیسیسم گروید.